# Jack Sepkoski
J. John Sepkoski Jr. (26 juillet 1948 - 1er mai 1999) est un paléontologue américain de l'université de Chicago.

## Travaux
Durant toute sa carrière Sepkoski a étudié les fossiles et la biodiversité sur Terre. Sepkoski est surtout connu pour sa publication en 2002, après sa mort, avec David Raup, d'une compilation sur les organismes fossiles marins. Ce travail les a conduit à définir différents événements d'extinction ou crise biologique dont cinq épisodes d'extinction massive au cours des temps géologiques.
Dans cet ouvrage, ils suggèrent que l'extinction Crétacé-Tertiaire intervenue il y a environ 66 Ma (millions d'années), et responsable entre autres de la disparition des dinosaures non aviens, serait liée à des cycles d'extinction d'une période de 26 Ma.

## Hommage
Un astéroïde de la ceinture principale a été nommé (7173) Sepkoski en son honneur en 1988.